# Darío Sala
Darío Alberto Sala (Córdoba, 17 oktober 1974) is een Argentijnse voormalig voetballer die dienstdeed als doelman.

## Verenigde Staten
In 2005 tekende Sala bij FC Dallas. Zijn eerste verschijning, als basisspeler, eindigde zonder dat hij werd gepasseerd. Hij eindigde het seizoen van 2006 met 28 basisplaatsen, 93 reddingen, gemiddeld 1,24 goals doorgelaten per wedstrijd en 14 overwinningen.